# Migingo
Migingo (en suahili: Kisiwa cha Migingo) és una petita illa de 2000 m², situada en el llac Victòria, a Kenya.

## Història
Dos pescadors kenyans, Dalmas Tembo i George Kibebe, van afirmar haver estat els primers habitants de l'illa. Joseph Nsubuga, un pescador ugandès, afirma que es va instal·lar a Migingo el 2004, quan tot el que hi havia era una casa abandonada i, posteriorment, altres pescadors de Kenya, Uganda i Tanzània van arribar a l'illa per la seva proximitat a les zones de pesca riques en perques del Nil. L'economia de l'illa gira entorn d'aquesta espècie introduïda a la dècada del 1940 que va depredar les espècies autòctones.
Les protestes d'Uganda giren al voltant dels drets de pesca, sobretot pel valor de la perca del Nil. El juliol de 2009, el govern d'Uganda va canviar la seva posició oficial, afirmant que mentre Migingo és, de facto, de Kenya, la major part de les aigües properes pertanyen a Uganda.
D'ençà el 2008, l'illa va ser reclamada tant per Kenya com per Uganda. L'11 de maig de 2009, el president d'Uganda, Yoweri Museveni, va reconèixer que l'illa es troba a Kenya, però va continuar assenyalant que els pescadors de Kenya practicaven la pesca il·legal en aigües d'Uganda que són a pocs centenars de metres a l'oest de Migingo. Uganda va retirar les seves tropes i es va acordar que tots els policies havien d'abandonar l'illa.